# O Melhor de La Féria
O melhor de La Féria é uma peça de Filipe La Féria que revive alguns dos espetáculos mais marcantes do encenador português e faz uma antevisão dos próximos. O espetáculo reúne todos os profissionais que acompanharam Filipe La Féria ao longo dos últimos 47 anos de teatro no  Salão Preto e Prata do Casino Estoril.

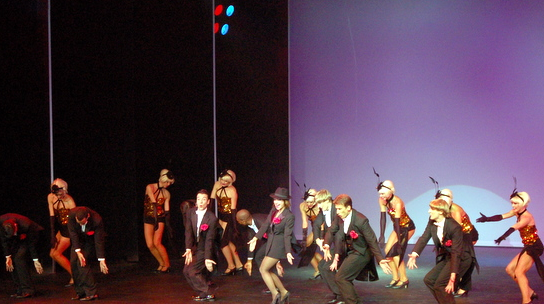
Interpretação de Vanessa e Henrique Feist em O Melhor de La Féria, no Casino Estoril

## A Peça
A peça é a junção de todos os grandes sucessos de Filipe La Féria num só espetáculo. As peças revisitadas são os grandes marcos da carreira do encenador do Politeama, tais como "Passa por mim no Rossio",  "Maldita Cocaína",  "My Fair Lady",  "Jesus Cristo Superstar",  "West Side Story" e "Gaiola das Loucas". E não se esquecendo do que há para viver, Filipe La Féria abre a cortina, apresentando cenas de "Evita", "O Fantasma da Ópera", os "Miseráveis" ou de "Hello Dolly", os espetáculos que La Féria sempre sonhou vir a realizar. É o melhor das produções de La Féria numa super-produção em que a cenografia, o guarda-roupa, a música e o bailado funcionam em conjunto.
A peça estreou dia 7 de Outubro(de 2011) e esgotou por completo na estreia o Salão Preto e Prata, tem sido um sucesso de bilheteiras e como o próprio nome indica... o melhor de Filipe La Féria.
| “ | Quando chegarem ao Salão Preto e Prata do Casino Estoril irão viajar por muitos dos meus sonhos. Alguns possíveis, outros impossíveis. O Teatro é a arte do efémero. Tudo o que se faz no palco acaba por se desvanecer, como as nossas vidas no passar implacável do tempo | ” |
|   | — Filipe La Féria. |   |

## Elenco
O elenco conta com 80 atores, cantores, bailarinos, acrobatas e uma grande orquestra ao vivo. O Melhor de La Féria é protagonizado por Alexandra, Henrique Feist, Gonçalo Salgueiro, Paula Sá, Vanessa, F.F., Eva Santiago, Flávio Gil, Elsa Casanova e João Frizza.
Em novembro de 2011, Vanessa Silva é substituída por Cláudia Soares após ter sido convidada para o papel de protagonista no musical "Judy Garland - O Fim do Arco-Íris" de Filipe La Féria.

## Produção
O espetáculo mais uma vez tem direção artística, encenação, cenografia e figurinos de Filipe La Féria, coreografia de Inna Lisnyak, direção musical de Mário Rui, direção vocal de Tiago Isidro, direção de cena de Nuno Guerreiro, direção de produção de Carlos Gonçalves, Irene de Sousa e Maria Ruivo, coordenação de guarda-roupa de José Gaspar e direção técnica de Paulo Miranda.

## Números Teatrais
O espetáculo apresenta os maiores sucessos do encenador, mas também os espetáculos que sempre sonhou fazer:
- "Passa por mim no Rossio"
- "Maldita Cocaína"
- "Amália"
- "Música no Coração"
- "A Canção de Lisboa"
- "My Fair Lady /Minha Linda Senhora"
- "West Side Story/Amor sem Barreiras"
- "Jesus Cristo Superstar"
- "Um Violino no Telhado"
- "A Gaiola das Loucas"
- "Fado - História de um Povo"
- "O Fantasma da Ópera"
- "Os Miseráveis"
- "Hello Dolly"
- "Mamma Mia"
- "Evita"